# 현 (악기)

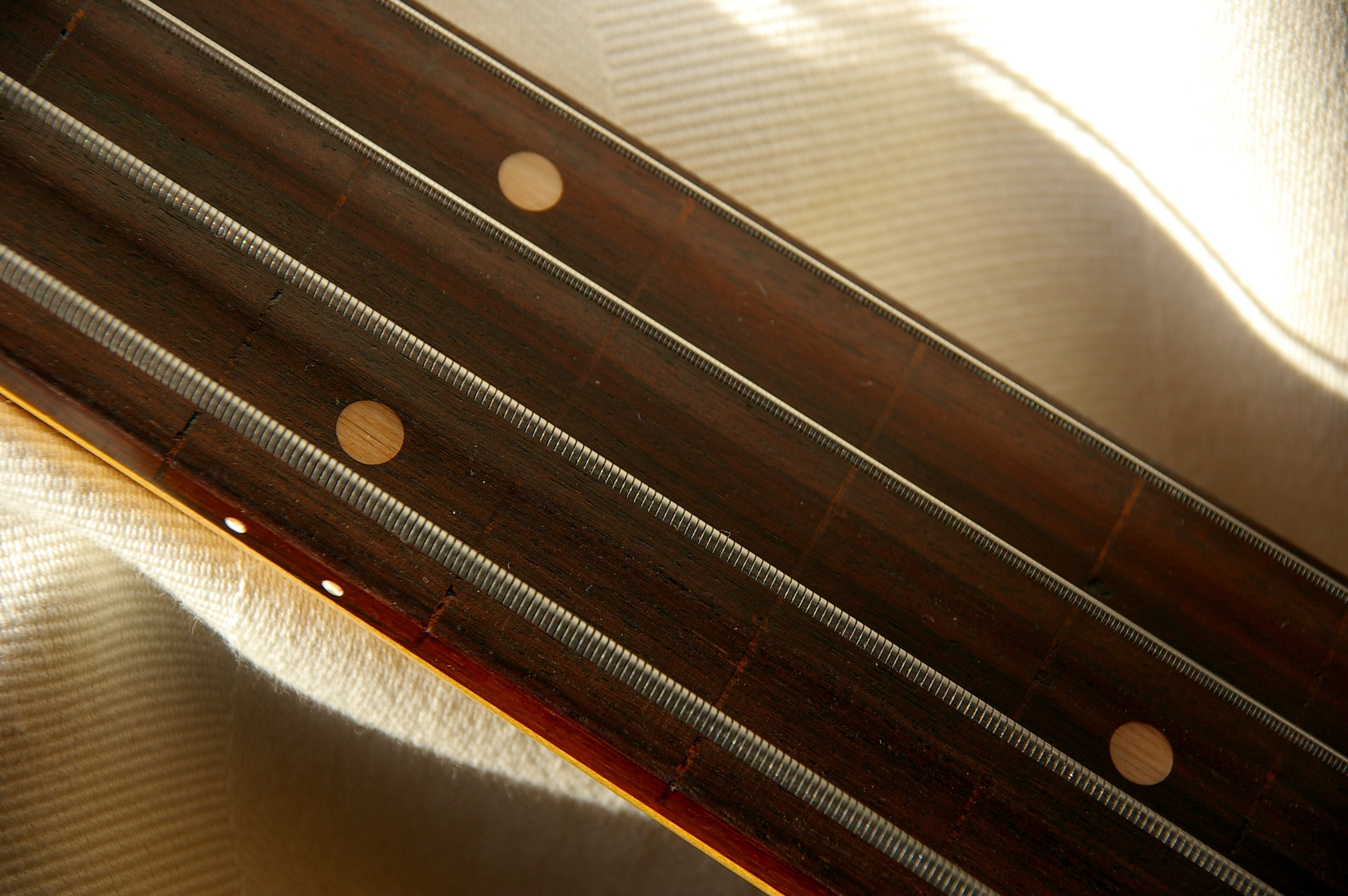

현(弦, 영어: String)은 현악기에서 소리를 내는 줄로서 자연적 혹은 인공적 섬유나 철로 되어있고 가늘고 긴 형태이다. 현은 적당한 장력을 준 후 때리거나, 활로 긋거나, 튕김으로서 진동하여 소리가 나게 된다. 초기 악기들에는 거트 현이 가장 흔하게 쓰였으나 현대에는 철, 나일론, 또는 그 밖의 합성 물질들로 만들어진 현들이 많이 쓰인다.

## 진동 방법
현은 진동으로 인해 소리가 나는 구조인데 현을 진동하는 방법에는 현을 손가락이나 다른 기물로 퉁겨서 진동하는 발현의 방법, , 마지막으로 줄을 두드리거나 때려서 소리를 내는 타현의 방법, 현을 활로 마찰해서 연주하는 찰현의 방법이 있다.

### 발현
줄을 퉁겨서 소리를 내게 되면 고주파의 왕성한 범위를 자극시키게 되지만 그 지속 길이가 짧다. 발현의 방법은 한번의 충격으로 에너지를 주지만 그 진동을 유지 시킬 수는 없다. 현을 퉁기기에 가장 좋은 위치는 줄의 끝에서부터 7분의 1 길이이다. 이 곳에서 줄을 퉁기면 진폭 뿐만 아니라 배음 또한 가장 좋게 들린다. 현을 픽이나 손톱으로 뜯으면 날카로운 각도로 튕기게 되면서 밝은 소리가 나고 손끝의 살이 있는 도톰한 부분이나 엄지로 튕기게 되면 그에 비해 둔한 소리가 난다. 발현의 원리를 이용한 악기에는 하프 ·기타 ·류트, 한국의 가야금, 중국의 삼현(三絃)과 비파(琵琶) 등이 있고, 플렉트럼(plectrum:pick도 그 일종임)으로 연주하는 것으로는 대형 발목을 사용하는 일본의 비파 ·샤미센[三味線] 등이 있다. 소형 플렉트럼으로 연주하는 것으로는 만돌린 ·피크기타 ·하와이안기타 ·치타 등이 있다. 발현악기를 고도로 기계화시킨 것이 쳄발로(하프시코드)로 스피네트 버지널과 함께 건반에 의해 발주(撥奏)할 수 있도록 설계되어 있다.

### 타현
발현 악기 보다 더 안정적인 소리는 줄을 때리는 타현의 원리로 현을 진동 시킬 때 난다. 줄을 때려서 소리를 내게 되면 진동이 더 오래가고 배음의 고음들이 사라지는 속도를 늦춰준다. 하지만 타현악기의 대표주자인 피아노의 뻣뻣하고 팽팽한 저음 줄들에서는 진동이 짧은 길이 안에 무기한으로 세분화 되지 않아서 배음의 고음들이 약해지고 대부분의 에너지가 배음의 저음 부분으로 가게 된다. 발현악기들과 마찬가지로 타현악기들 또한 한 음당 한번의 충격으로 소리를 낸다. 타현의 원리를 이용하는 악기들로는 피아노, 양금 등이 있다.

### 찰현
현으로부터 더욱 좋은 소리를 낼 수 있는 방법은 찰현의 방법을 통해서이다. 이 주법은 진동을 위한 에너지의 공급을 유지 시키면서 지속음을 낼 수 있게 해준다. 활을 위치와 활털을 어느젇도 사용하느냐에 따라서 달라지며 사용하는 활털을 전부 밀착 시켜서 소리를 내거나, 현의 중앙에서 활을 쓰거나, 활털의 가장자리로만 빠르게 쓰거나, 현의 끝부분에서 활을 쓰는 등등 여러 가지 주법으로 다양한 소리를 낼 수 있다.

## 현의 종류

### 거트 현
동물의 창자로 만들어진 현이다. 거트 현은 고대 그리스시대부터 사용되었다. 다른 동물의 창자로 거트 현을 제작하기도 하지만 주로 양의 창자를 이용하여 만든다. 거트 현은 상당히 섬세하고 망가지기 쉽다. 또한 온도와 습도에 매우 예민하게 음고가 변하기 쉽다. 하지만 바로크 음악이나 중세 르네상스 시대의 음악을 연주하기에는 당시 시대에 맞은 음색을 낼 수 있어서 적합하다. 거트 현을 제작하는 유럽의 중심지는 오랫동안 이탈리아, 특히 로마였다. 1년이 되지 않은 양의 창자를 가지고 만들었고 바이올린의 e선은 5~7개의 가느다랗고 긴 창자 조각을 꼬아서 만들었고 더블베이스의 d선은 85개 까지도 사용했다고 한다. 지금은 대부분의 줄들이 나일론 줄로 대체되었지만 거트 현은 아직 하프나 다른 현악기에 쓰인다. 현재는 르네상스 이후의 거트 현 제작기법대로 전문적으로 현을 제작하는 회사들이 존재한다.
- passione solo 전통적인 방식으로 감싸고 특수연마 처리(polished)하여 제조하였으며, 수작업으로 이루어졌다. 솔로 음색에서 강한 힘과 화려함이 느껴진다.[8]
- passione
- oliv
- Oliv-stiff
- Eudoxa
- Eudoxa stiff
- Chorda
- Gold

### 합성 코어 현
- Dominant
- Evah pirazzi gold
- Evah pirazzi
- Obligato
- Violino
- Wonder tone solo
- Tonica
- Synoxa
- Aricore
- Eudoxa-Aricore

### 금속 코어 현
금속 현은 그 역사가 13세기 아랍 국가들로부터 시작된다. 그 당시 류트와 같은 몇몇 악기들에 사용되었으며 서양에서는 그 사용이 거의 드물었다. 금속으로 만든 현은 직선 적이고 깨끗한 소리가 나며, 배음은 적지만, 감긴(wound) 현은 좀 더 흥미로운 배음을 가지고 있다. 거트보다 훨씬 음정이 안정적이다. 수명도 길다. 매우 밝은 소리가 나며, 때로는 밝지만 마찬가지로 와인딩으로 두께를 증가시킬 수 있다. 또한 작은 입문용 악기에 좋다.
- Permanent Chromcor
- Chromcor Plus
- Piranito

### 동양의 현
동양에서는 명주실을 꼬아서 만든 현을 쓰거나 장선(gut)줄, 철사줄 등등 다양한 형태의 현들이 쓰였다. 이와 같은 현들이 쓰이는 악기들은 다음과 같다.
- 가야금 한국의 대표적인 악기중 하나로, 오동나무 공명판에 12줄을 명주실을 꼬아서 세로로 매고 안쪽으로 음악 조절하며 손가락으로 뜯어 연주한다.[10]
- 티모르 티모르섬 East Musadengara 지역의 악기로, 원통형 지터에 소리를 모으기 위해 코코넛 잎으로 악기를 둘러싸고 있으며, 손으로 철사 현을 퉁겨서 연주한다.[11]
- 단니 단코 혹은 단니는 수직으로 세워 두 줄 사이를 활로 연주하는 현악기이다. 오늘날에는 금속 줄을 선호하기는 하나, 예전에는 명주실로 줄을 만들었다.[12]
- 사웅가욱 버마하프라고 불리는 사웅은 오랜 역사를 아진 아시아의 대표적인 하프로, 지금도 명주실 현을 사용한다.[13]
- 사랑기 사랑기는 인도에서 활로 연주하는 악기 중에서 가장 잘 알려진 악기이다. 이 악기는 1개의 통나무 아래쪽을 파내어 공명통으로 삼고, 그 위에 가죽을 씌우고, 장선 줄을 사용한다.[14]
- 거문고 거문고는 명주실로 된 여섯개의 줄이 있는데 그 줄 마다 이름이 있다. 연주자 쪽의 줄에서부터 첫째 줄을 문현(文絃)이라 하고 둘째 줄은 유현(遊絃), 자현(子絃), 셋째 줄은 대현(大絃), 네째 줄은 괘상청, 다섯째 줄은 괘하청, 여섯째 줄은 무현이라 일컫는다. 둘째 셋째, 네째 줄은 제일 높은 괘 위에 버텨져 모든 괘 위를 지나고 있다. 그러므로 그 괘 위를 줄과 함께 살짝 눌러 밀면 음정이 높아진다. 또한 농현(弄絃)은 누른 손가락의 전진 후퇴로 이루어진다. 제일 많이 사용하는줄은 둘째와 세째 줄인데 둘째 줄은 유현이라고 해서 가늘고, 세째 줄은 대현이라고 하며 상당히 굵어서 소리가 낮으며 유현과 대칭되어 소리에 입체감을 느끼게 한다.[15]
- 사랑가 사린다와 유사하며, 3현의 동물 내장으로 만든 거트 현과 그 아래의 공명현으로 구성되어 있다.[16]

## 현 제작사

### Pirastro
오늘날 피라스트로 회사는 1798년 이탈리아 출신의 악기의 현을 만들었던 조르지오 피라치에의 오펜바흐 암 마인에 Giorgio Pirazzi&Figli로 설립되었고, 로마, 나폴리 밒 파두아에 대표 사무실을 두었다. 설립자의 아들인 아버지 가스파로의 기업을 물려받은 구스타브 피라치는 1990년대에 그의 친구인 테오도르 슈트로벨을 기업의 공동 경영자로 받아들였다. 두 사람은 당시 가족 성 Pirazzi에서 Pira 와 Strobel에서 Stro를 합쳐서 Pirstro라고 상호를 지었다. 1922년 테오도르 슈트로벨이 사망했을 때, 구스타프 피라치의 아들 헤르만이 기업을 맡게 되었고 1976년 그가 사망하기 전까지 계속해서 기업을 운영했다. 계속 늘어나는 수요로 인해 1970년대 토 독일에 두번째 생산공장을 짓게 되었다. 헤르만 피라치의 딸인 에바 피라치는 1992년 말 그녀의 남편인 폴커 뮐러 찌라흐와 함께 기업 관리를 공동으로 맡게 되었다. 현재 경영학을 전공한 뒤 다른 회사에서 다년간 직업 경험을 쌓은 아네테와 헤닝 뮐러 찌라흐는 6대째 기업경영에 참여하고 있다.

### Thomastik Infeld Vienna
Franz Thomastik은 세계 1차 대전 전부터 현 제작에 쓰일 수 있는 재료들을 다루었다. 1919년부터 그는 엔지니어인 Otto Indeld와 함께 재료들에 대한 조사를 시작했다. . Thomastik 은 새로운 현 개발을 위해 철이라는 재료를 선택했다. 철이라이점은 음정이 안정적이고, 기후 변화에 큰 영향을 받지 않으며 줄의 수명이 확연하게 길어졌다는 점이다.  해머로 철로 된 줄을 때리는 형태의 피아노 줄을 만드는데 있어서는 당시에 충분한 지식이 있었지만 이것을 현악기가 사용가능하게 하는 것이 문제였다. 따라서 새로운 기술이 필요했다. 오스트리안 특허에 기반을 두고 여러해에 걸친 협동과 노력끝에  그는 철을 재료로 하는 줄을 제작하는데 성공한다. 1926년에는 모든 현악기(바이올린부터 콘트라베이스까지)를 위한 철 줄들이 훌룡한 퀄리티로 제작되었다. 1951년 DR. Thomastik 이 죽었을 때 Otto Infeld가 회사를 인수 받았고 1965년 그가 사망했을 때 Margaretha Indeld가 회사를 넘겨 받았다. Margaretha Indeld 의지도 하에 회사는 오늘날의 기반을 갖추었을 뿐 아니라 선두적인 현 제작사가 되었다. 현재 Thomastik-Infeld 와 그의 200명의 종업원들은 음악의 도시인 비엔나에서 현악기를 위한 약 3000개의 다양한 현들을 제작하고 있고 일년에 제작되는 제품의 97%는 90개나 넘는 나라들로 수출되고 있다.

## 같이 보기
- 조화 진동자